# Zikmund Púchovský ze Lví Hory
Zikmund mladší z Púchova, později psán ze Lví Hory (též Zygmund mladssi z Puchowa, německy Sigismund von Puchau zu Löwenberg, Púchov - † asi 1584, Praha) byl slovenský vzdělanec působící v Praze. Je znám zejména díky svému překladu německého spisu Cosmographia do češtiny.

## Život a činnost
Pocházel ze středoslovenského Púchova, avšak datum jeho narození není známo. Byl synovcem administrátora pražského biskupství a vyšehradského kanovníka Jana z Púchova, který mu pravděpodobně pomáhal při vstupu do pražského prostředí. Stejně jako strýc studoval Zikmund na Univerzitě Karlově, ale nejí jisté, zda byl také duchovním. Jisté však je, že patřil mezi nejvzdělanější osoby v Habsburském císařství té doby.

### Cosmographia
Přibližně čtyři roky pracoval na překladu encyklopedické geografie Cosmographia německého autora Sebastiana Münstera z roku 1544, které pod názvem Kozmograffia Cžeská přeložil do češtiny a opatřil vlastním rozšířením o dějepis Čech a Moravy. Spis byl velmi obsáhlý (měl mj. 520 textových dřevořezeb). Při vydání překladu mu výrazně pomáhal strýc Jan, který oslovil samotného krále Ferdinanda I. Ten rovněž přispěl k publikování spisu, neboť cílem překladu bylo rekatolizační a protireformační úsilí. Jako uznání za svou práci získal Zikmund od krále polepšení znaku a ve svém erbu si tak směl vyměnit medvěda za lva (německy Löwe) a přidal si predikát ze Lví Hory (von Löwenberg).
Jan z Púchova byl autorem předmluvy k české verzi Kosmografie věnované císaři Ferdinandovi I.:
| „               | „Vaše královská milost z obzvláštní k Národu českému milostivé náchylnosti nejednau rozmlauvání se mnau mívati ráčila, totiž, aby se Národu českému Kozmograffia, Kniha o položení všeho Světa, a všech Národech, jazykem českým sebrala a sepsala, jako jiní Národové to v svých řečech také sepsáno mají, aby Národ Český Slavný, i jiní všickni v jazyku se s nim srovnávající, asi tudy, v věcech domácích i válečných správnější a vycvičenější tohoto přítomného věku svého nejhoršího byli učiněni, poněvádž jest Učení Svobodná na větším díle Národ český potupil, od Cesty předkuov svých daleko od staupil, a na obyčeje cizí, zlé, Barbarské s hanbau svau velikau a budúcí zkázau jistau se vydal, ještoby z kněh nadepsaných všecky skutky a Historie minulé co v zrcadle spatřiti mohli, a v přítomnosti čeho by následovat! aneb vystříhati se měli, aby věděli, a z toho potom o věcech budaucích rozumně aby saudili a je předzvídali. Netoliko pak rozumnosti, ale také potěšení své mysli z dotčených věcí aby nabývali, poněvadž v Řeči své nic toho a k tomu podobného hodnověrného nemají.“ | “ |
| — Jan z Púchova | |   |

Datum Zikmundovy smrti není jisté, nejčastěji se udává rok 1584.